# Mary Martha Sherwood
Mary Martha Sherwood (6 de mayo de 1775-22 de septiembre de 1851) fue una escritora británica de libros para niños. Escribió más de cuatrocientos libros, panfletos, artículos para revistas y chapbooks; entre los más famosos se encuentran La historia del pequeño Henry y su mensajero (1814), La historia de Henry Milner (1822-37) y La historia de la familia Fairchild (1818-47). Sherwood es reconocida principalmente por la evangelización presente en sus primeros libros; sin embargo, sus últimas obras se caracterizan por las temáticas típicas de la época victoriana, como la descripción de la vida cotidiana.
La infancia de Sherwood transcurrió sin grandes emociones, aunque ella la caracterizó como la parte más feliz de su vida. Luego de que contrajera matrimonio con el capitán Henry Sherwood y se mudara a la India, se convirtió al cristianismo evangélico y comenzó a escribir libros para niños. Si bien al principio los escritos estaban destinados solamente a los niños de los asentamientos militares en la India, el público británico también los recibió con entusiasmo. Los Sherwood regresaron a Inglaterra después de una década en la India y, reforzando su creciente popularidad, Sherwood abrió una escuela y publicó textos especiales para los niños más humildes. 
Varios de los libros de Sherwood se encuentran entre los más vendidos de su época, y ella ha sido descrita como «uno de los escritores de libros para niños más significativos del siglo XIX». Sus descripciones de la vida cotidiana y de la relación de Gran Bretaña con la India se reflejaron en las opiniones de varios lectores británicos jóvenes. Sin embargo, sus obras perdieron popularidad cuando se puso de moda otro estilo de literatura infantil, ejemplificado con el famoso libro Alicia en el País de las Maravillas de Lewis Carroll.

## Primeros años
Sherwood nació el 6 de mayo de 1775 en Stanford, Worcestershire. Era hija de Martha Butt y el reverendo George Butt, el capellán de Jorge III. En su autobiografía, Sherwood se describió a sí misma como una niña imaginativa y alegre. Componía historias en su mente antes de que hubo aprendido a escribir y le rogaba a su madre que las escribiese. Sherwood recordaba su infancia como una época maravillosa repleta de «aventuras» emocionantes junto a su hermano; incluso halaga la «tarima» en la que se veía obligada a pararse para recitar sus lecciones:

Estaba de moda en aquella época que los niños usasen collares de hierro alrededor del cuello, con una especie de tablero colocado sobre los hombros. Debí someterme a esto desde mi sexto hasta mi decimotercer año. Generalmente recitaba mis lecciones de pie sobre una tarima, con el mismo collar en el cuello; me lo colocaba por la mañana, y no me lo quitaba hasta muy tarde en la noche... Igualmente era una niña feliz, y cuando me aliviaba del collar siempre manifestaba mi alegría corriendo media milla por el bosque.

La educación de Sherwood fue muy inusual para una niña de fines del siglo XIX: aprendió latín y griego, y se le permitió leer lo que quisiera de la biblioteca de su padre.
Sherwood declaró en su autobiografía que era alta y torpe para su edad y que se escondía en el bosque con su muñeca para evadir a los visitantes. Sin embargo, parece haber disfrutado de la escuela de Madame St. Quentin para Niñas en la abadía de Reading, la misma escuela a la que había asistido Jane Austen. La autobiografía de Sherwood relata que su infancia feliz sólo se vio empañada por la intromisión de la Revolución francesa, particularmente desde que la abadía de Reading fue ocupada por los emigrantes franceses. 
Sherwood pasó parte de su adolescencia en Lichfield, en donde disfrutó de la compañía del eminente naturalista Erasmus Darwin, el reformador educacional Richard Lovell Edgeworth, su hija Maria Edgeworth —quien llegó a convertirse en una escritora famosa— y de la poetisa Anna Seward. Aunque era estimulada intelectualmente por este grupo de escritores, se sentía angustiada por su carencia de fe, y más tarde describió a Richard Edgeworth como un «infiel». También criticó la caracterización de Seward de las mujeres escritoras, escribiendo en su autobiografía que jamás se inspiraría en una mujer con peluca y con numerosos aduladores masculinos. Pese a que conocía las dificultades de la fama, estaba determinada a ser escritora, y cuando tenía diecisiete años de edad, su padre, quien la alentaba a escribir, la ayudó a publicar su primera historia, Tradiciones (1795).
En 1795, cuando falleció el padre de Sherwood, la familia se retiró de la vida social activa, ya que su madre prefirió el aislamiento y se mudó a Bridgnorth, Shropshire. En Bridgnorth Sherwood comenzó a escribir novelas de romance; en 1802 vendió Margarita por 40 libras esterlinas40 al Sr. Hazard de Bath, y La historia de Susan Grey, una novela, por 10 libras. Durante esta época también se desempeñó como maestra en una escuela dominical.
Más de la mitad de la autobiografía de Sherwood trata sobre su infancia; la mayor parte del resto del texto se dedica a las dificultades sufridas durante los primeros años de su matrimonio, particularmente los que pasó viviendo en la India.

## Matrimonio y la India
El 30 de junio de 1803, Mary contrajo matrimonio con su primo, el capitán Henry Sherwood (1776-1849) (el matrimonio entre primos fue una práctica común hasta el siglo XX.) Durante varios años acompañó a su esposo y a su regimiento, el 53.° regimiento a pie, a varias misiones a lo largo de Gran Bretaña. En 1804, el capitán Sherwood fue ascendido, lo cual mejoró ligeramente el estado financiero del matrimonio. En 1805 el regimiento fue transferido a la India, y los Sherwood se vieron obligados a dejar a su primera hija, Mary Henrietta, con la madre y la hermana de Sherwood en Inglaterra.

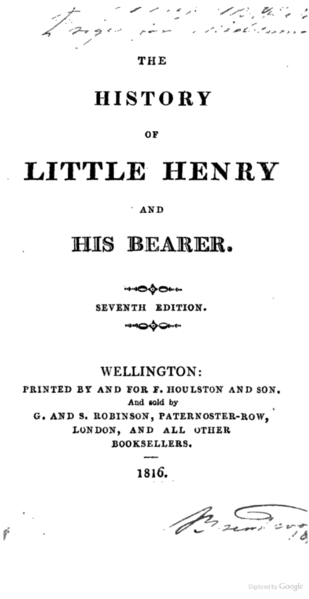
Primera página de la séptima edición de El pequeño Henry y su mensajero

El viaje de Sherwood de cuatro meses a la India fue difícil; estaba embarazada nuevamente y el barco del regimiento fue atacado por los barcos de guerra franceses. Los Sherwood permanecieron en la India once años, mudándose junto al ejército y una familia creciente de Calcuta a Dinapore (Danapur) a Berhampore (Baharampur) a Cawnpore (Kanpur) y a Meerut (Meerut). Tuvieron seis hijos en la India: Henry (1805-1807), Lucy Martha (1807-1808), Lucy Elizabeth (1809-1835), Emily (1811-1833), Henry Martyn (1813-?), y Sophia (1815-?). Las muertes de los pequeños Henry y Lucy Martha y más tarde de Emily y Lucy Elizabeth afectaron profundamente a Sherwood; más tarde nombraría a los protagonistas de sus libros (la mayor parte de los cuales moriría) igual que a sus hijos fallecidos. 
Tras el fallecimiento de su segundo hijo, Henry, de tos ferina, Sherwood comenzó a considerar su conversión al cristianismo evangélico. El famoso misionero Henry Martyn (en cuyo homenaje nombró a uno de sus hijos) finalmente la convenció; pero fue Parson, el capellán de la compañía, el primero que le advirtió sobre la «depravación humana» y su necesidad de redención. Luego de su conversión, quiso comenzar rápidamente a realizar trabajos como misionera evangélica en la India, pero primero tenía que convencer a la East India Company de que su política de neutralidad religiosa era incorrecta. La compañía finalmente aceptó su petición porque había un apoyo social y político hacia los programas de misiones religiosas en la India. Sherwood estableció escuelas para los hijos de los oficiales y también para los niños hindúes locales que vivían en zonas cercanas a los asentamientos. Los niños solían ser educados en sus casas, ya que no había edificios disponibles. La primera escuela comenzó con trece niños y llegó a tener cuarenta, siendo los más chicos preadolescentes; también asistían soldados que no habían recibido una educación. Sherwood descubrió que los materiales de enseñanza tradicionales en Gran Bretaña no servirían para los niños en la India, por lo que escribió sus propias historias basadas en el país y en el ejército, como La historia del pequeño Henry y su mensajero (1814) y Las memorias del Sargento Dale, su hija y la huérfana Mary (1815).
Sherwood también adoptó niños huérfanos o abandonados de la región. En 1807 adoptó a Annie Child, una niña de tres años de edad que había consumido demasiada ginebra medicinal, y en 1808 a una niña desnutrida de dos años de edad llamada Sally Pownal. Ayudó a construir casas para los niños que no podía adoptar y fundó un orfanato. En 1816, siguiendo los consejos de los médicos, ella y su familia regresaron a Gran Bretaña; en su autobiografía relató que estaba continuamente enferma en la India y que creía, en ese momento, que ni ella ni los niños podrían sobrevivir en un clima tropical.

## Regreso a Inglaterra y fallecimiento
Cuando los Sherwood regresaron a Gran Bretaña, estaban mal económicamente. El capitán Sherwood, a quien se le había rebajado su sueldo, abrió una escuela en Henwick, Worcestershire. Basándose en su fama como escritora y su experiencia como maestra en la India, Sherwood también decidió establecer una escuela para niñas en Wick, en la que permaneció ocho años. Enseñaba inglés, francés, astronomía, historia, geografía, gramática, escritura y aritmética. Al mismo tiempo, escribió cientos de panfletos, novelas y otros libros para niños, aumentando su popularidad tanto en los Estados Unidos como en Gran Bretaña. La historia de Henry Milner (1822) fue uno de sus libros más exitosos; los niños le enviaron cartas expresándole cuánto les había gustado el libro, rogándole que escribiera una secuela —uno incluso le envió sus «lápices ornamentales» para que lo hiciera—. Los bebés nacidos durante esos años fueron nombrados «Henry» en honor al protagonista. Sherwood publicó gran parte de sus escritos en la revista The Youth, un periódico para niños que editó durante más de dos décadas.
Para la década de 1830, los Sherwood habían alcanzado una mayor prosperidad, por lo que decidieron viajar por el continente. Los textos que escribió Sherwood después del viaje reflejan su exposición a la cultura francesa en particular. También se embarcó en un proyecto largo y complejo relacionado con el Antiguo Testamento, para el cual aprendió hebreo. Para ayudarla, su esposo creó, durante el transcurso de diez años, una especie de diccionario hebreo-inglés. Aunque la autobiografía de Sherwood provee escasos detalles sobre los últimos cuarenta años de su vida, se sabe que incluso cuando tenía setenta años de edad, escribía durante cuatro o cinco horas al día; varios de esos libros fueron coescritos por su hija, Sophia. Según M. Nancy Cutt, una historiadora especializada en Sherwood, esta autoría conjunta llevó a un mayor sentimentalismo que no era evidente en sus anteriores obras, además de un mayor énfasis en las diferencias entre las clases.
En 1849, los Sherwood se mudaron a Twickenham, Middlesex, y en diciembre de ese año el capitán Sherwood falleció. Mary murió casi dos años más tarde, el 20 de septiembre de 1851.

## Análisis literario
M. Nancy Cutt, una historiadora especializada en Sherwood, ha argumentado que la carrera de la escritora puede dividirse en tres períodos: el período romántico (1795-1805), durante el cual escribió varias novelas del género; el período evangélico (1810-c. 1830), durante el cual produjo sus obras más populares e influyentes; y su período postevangélico (c. 1830-1851). Varias temáticas subyacentes impregnan la mayor parte de las obras a lo largo de estos períodos: «su convicción de la corrupción humana inherente»; su creencia de que la literatura «tenía una utilidad religiosa» para cada grado de la sociedad; su creencia de que «la dinámica de la vida familiar» reflejaría los principios cristianos; y su «virulento» anticatolicismo.

### Primeras obras: novelas románticas
Las primeras obras de Sherwood son las novelas románticas tituladas Tradiciones (1795) y Margarita (1795); pese a que fueron más populares que algunas de sus obras posteriores, nunca tuvieron mucho reconocimiento. Por el contrario, La historia de Susan Gray, la cual fue escrita para las niñas de su escuela dominical en Bridgnorth, la catapultó a la fama. Al igual que los panfletos de Hannah More, la novela está diseñada para enseñarles moralidad a los niños más humildes. Esta novela —la cual Patricia Demers, una historiadora de literatura infantil, describe como «una versión purificada de Pamela»— narra la historia de Susan, una niña huérfana que trabaja de sirvienta, quien «resiste los avances de un soldado galante, pese a temblar de emoción ante la declaración de amor del hombre y su promesa de matrimonio». Al lector se le recuerda constantemente el «precio del pecado», ya que Susan relata su historia desde su lecho de muerte. Otro narrador, aparentemente Sherwood, interrumpe varias veces la historia para advertirles a sus lectores sobre acciones particulares, como convertirse en una «mala mujer». Pese a que el tono didáctico puede resultar desagradable para los lectores modernos, Susan Gray fue tan popular cuando se publicó que fue distribuido ilegalmente por varios editores. En 1816, Sherwood publicó una versión revisada y «mejorada», a la cual Sarah Trimmer criticó positivamente en The Guardian of Education. Sherwood escribió otra historia similar, La historia de Lucy Clare, la cual fue publicada en 1810.

### Influencias de la literatura francesa
Aunque Sherwood no estaba de acuerdo con los principios de los revolucionarios franceses, sus propias obras están modeladas como los libros para niños de Francia, los cuales fueron influenciados por los ideales de Jean-Jacques Rousseau. Por ejemplo, en La historia de Henry Milner, Parte I (1822) y La historia de la familia Fairchild, Parte I (1818) Sherwood adopta «el análisis de las situaciones cotidianas de los niños bajo los ojos de sus padres o sus iguales» característico de Arnaud Berquin. Por su parte, La dama de la mansión (1823-29) comparte temáticas similares y estructuras con Cuentos del castillo (1785) de Madame de Genlis. David Hanson, un historiador de la literatura del siglo XIX, ha cuestionado esta interpretación, sin embargo, argumentando que las historias relatadas por la figura maternal en La dama de la mansión demuestran una «desconfianza hacia los padres», y particularmente hacia las madres, porque ilustran la locura de la paternidad demasiado permisiva. En estas historias, sólo los extraños disciplinan correctamente a los niños.
Uno de los objetivos de Sherwood en su historia titulada La historia de Henry Milner (1822-37), de tintes evangelistas, era desafiar a lo que veía como la irreligión inherente en la pedagogía francesa. Henry Milner fue escrito como una respuesta directa al libro de Thomas Day The History of Sandford and Merton (1783-89), una novela basada en la filosofía de Rousseau (cuyas escrituras habían sido descritas por Sherwood como «la representación de la infidelidad»). No obstante, como señala la historiadora de literatura infantil Janis Dawson, la estructura y el énfasis de Henry recuerdan a Emilio (1762), de Rousseau: sus pedagogías son muy similares, incluso cuando sus opiniones sobre la infancia son diametralmente opuestas. Ambos libros aíslan al niño para alentarlo a aprender sobre el mundo natural, pero el Henry de Sherwood es naturalmente depravado mientras que el Emilio de Rousseau es naturalmente bueno. A medida que la serie progresa, sin embargo, los puntos de vista hacia la religión de Sherwood cambian (se convierte en universalista) causando que coloque un mayor énfasis en la inocencia infantil en los volúmenes posteriores.

### Cristianismo evangélico
Las temáticas más predominantes en las primeras historias de tintes evangelistas de Sherwood se basan en la necesidad de reconocer la «depravación» innata y la necesidad de prepararse para la eternidad. Para Sherwood, las lecciones más importantes enfatizan «la fe, la resignación y la obediencia implícita a la voluntad de Dios». En su adaptación de la obra El progreso del peregrino (1678) de John Bunyan, representa al pecado original mediante un niño llamado «In-bred Sin» («Pecado innato») quien tienta a los peregrinos jóvenes en su camino hacia la Ciudad Celestial (el Cielo). El mayor conflicto del texto lo constituyen estas batallas con In-bred Sin. La alegoría es compleja y, como admite Demers, «tediosa» incluso para el «lector dispuesto a entender». Así, «algunos lectores jóvenes podrían haber considerado más interesantes las actividades de In-bred Sin que las luchas intelectuales de los pequeños protagonistas, leyendo el libro como una historia de aventuras más que como una guía para la salvación». Esta alegoría religiosa, aunque no siempre estuvo tan clara, continuó siendo un recurso literario frecuente de Sherwood.
Sherwood también impregnó sus obras con mensajes políticos y sociales dedicados a los evangelistas adolescentes, explicando el papel crucial de las misiones, el valor de la caridad, la crueldad de la esclavitud y la necesidad de la práctica del sabbat cristiano. Escribió libros de astronomía y de historia antigua basada en las Escrituras para que los niños pudiesen tener libros de textos cristianos. Como explica Cutt, «la intención de los libros (además del resto de los textos evangélicos) era dejar de lado la tendencia deísta y considerar al conocimiento como meta en sí mismo». Sherwood también revisó los libros clásicos para niños para hacerlos apropiadamente religiosos, como la obra de Sarah Fielding La institutriz  (1749). Los esfuerzos de Mary para hacer más atractiva a la religión mediante la literatura infantil no siempre eran bien recibidos entre la comunidad evangélica: La revista evangelista criticó con dureza sus Historias explicativas del catequismo eclesiástico (1817), reclamando que se basaban demasiado en los cuentos ficticios entretenidos para los niños y muy poco en su mensaje religioso.

#### La historia de la familia Fairchild(1818-1847)

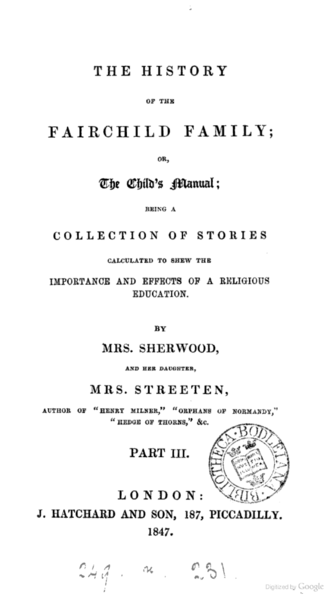
Primera página de la tercera parte de La historia de la familia Fairchild.

Como explica Cutt, «la metáfora primordial de todas las obras de Sherwood es la representación del orden divino por la armoniosa relación familiar (inevitablemente ambientada en su propio Edén). Ningún escritor aclara más para sus lectores que el niño obediente hacia su familia es bendecido por Dios; estableció firmemente que los lazos familiares son el final terrenal y visible de un lazo espiritual que llega desde el mismísimo trono de Dios». Demers se ha referido a esta «doble visión consciente» como un elemento romántico esencial en los libros de Sherwood. La obra en la que esto es más evidente es La historia de la familia Fairchild, cuya primera parte se publicó en 1818.
De todos los libros evangelistas de Sherwood, La historia de la familia Fairchild fue el más popular. Cuando lo publicó con John Hatchard de Piccadilly, les aseguró junto a otros diez libros que publicó con él una «distinción social» que no tenían sus otras publicaciones. La familia Fairchild cuenta la historia de una familia que busca ser buenos cristianos y consiste en una serie de lecciones impartidas por los Fairchild a sus tres hijos (Emily, Lucy y Henry) intentando no sólo que sus almas sigan la orientación adecuada hacia el Cielo, sino que también tengan la moralidad terrenal correcta (la envidia, la gula, la mentira, la desobediencia y las peleas son inmorales). La narrativa general del cuento también incluye una serie de tratados en forma de historias que ilustran estas lecciones morales. Por ejemplo, los relatos de las muertes de dos niños del vecindario, Charles Trueman y la señorita Augusta Noble, ayudan a entender a los niños Fairchild lo mucho que necesitan conocer el estado de sus propios corazones. El fiel y sincero Charles tiene una experiencia trascendental en su lecho de muerte, sugiriendo que está a salvo; por el contrario, la desobediente Augusta se prende fuego jugando con velas y se hiere. A diferencia de las anteriores obras alegóricas con estas temáticas, como El progreso del peregrino de John Bunyan, Sherwood diseñó sus acciones en la historia tomando como ejemplo la vida cotidiana de los niños, como robar frutas, algo de suma importancia porque se relaciona directamente con su salvación. Cada capítulo también incluye oraciones e himnos (por Philip Doddridge, Isaac Watts, Charles Wesley, William Cowper y Ann y Jane Taylor, entre otros) que están relacionados con el texto por sus temáticas.
La familia Fairchild continuó siendo uno de los libros más vendidos (permaneció en la imprenta hasta 1913) pese a la imagen cada vez más popular de la inocencia infantil desarrollada por William Wordsworth. En efecto, un historiador ha sugerido que «influenció las descripciones de Dickens de los miedos de Pip hacia el convicto y 'el horrible joven' del final del primer capítulo» en Great Expectations (1860-61). La historiadora especializada en literatura infantil Gillian Avery ha dicho que La familia Fairchild «fue parte de la literatura inglesa tanto como lo sería Alicia». Aunque si bien el libro fue popular, algunos restos de evidencia han sobrevivido sugiriendo que los lectores no siempre lo interpretaban como Sherwood quería. Lord Frederic Hamilton escribe, por ejemplo, que «había mucho sobre comida y bebida; uno siempre podía saltarse las oraciones, y había tres o cuatro relatos brillantemente escritos de funerales». Pese a que La familia Fairchild obtuvo una reputación en el siglo XX como un libro opresivamente didáctico, a principios del siglo XIX era visto como muy realista. Charlotte Yonge (1823-1901), una crítica de literatura infantil, elogió «el entusiasmo con el cual Sherwood describe las muñecas nuevas» y «las travesuras absolutamente sensacionales» de los niños. La mayor parte de los críticos del siglo XX han criticado duramente la severidad del libro, señalando la visita de los Fairchild a una horca con un cuerpo colgando de ella; pero Cutt y otros argumentan que la descripción positiva de la familia nuclear en el texto, particularmente el énfasis de Sherwood en la responsabilidad de los padres al momento de educar a sus hijos, fue una parte importante del atractivo del libro. Argumenta que la influencia de la autora mediante libros tales como La familia Fairchild sobre el modelo doméstico de la vida Victoriana no puede ser sobrestimado.
La familia Fairchild tuvo tanto éxito que Sherwood escribió dos secuelas, una en 1842 y la otra en 1847. Estas reflejaron los valores cambiantes, así como los de la época victoriana. Un cambio significativo fue el de los sirvientes, quienes en la primera parte «son casi parte de la familia» pero en la tercera parte «son dejados a un lado por su cotilleo y sus amoríos en la elegante mansión». Pero el cambio más radical en la serie fue la desaparición de los tintes evangélicos. Mientras que todas las lecciones de la primera parte señalan la «depravación humana» de los niños y alientan al lector a pensar en la vida en el más allá, en la segunda y la tercera parte se tratan los valores como la «respetabilidad» y la obediencia hacia los padres. Dawson describe la diferencia en términos de indulgencia paternal: en la segunda y la tercera parte, los Fairchild emplean tácticas de disciplina más suaves que en la primera parte.

#### Tratados literarios evangélicos en las décadas de 1820 y 1830
Durante las décadas de 1820 y 1830, Sherwood escribió varios tratados literarios para los más humildes; como sus novelas dirigidas a la clase media, «enseñaron las lecciones de resistencia personal, la confianza en la Providencia y la aceptación del estatus social». Enfatizando la experiencia individual y la relación personal con Dios, desalientan a los lectores a atribuirles sus éxitos o fallas a «las fuerzas políticas o económicas». Para respaldar sus afirmaciones, cita a los Cheap Repository Tracts, muchos de los cuales fueron escritos por Hannah More. Como explica Linda Peterson, una especialista en literatura femenina del siglo XIX, los tratados usan «un marco interpretativo» para resaltar la fugacidad de los bienes terrenales. Por ejemplo, en A Drive in the Coach through the Streets of London (1819), Julia recibe el privilegio de comprar con su madre sólo si se comporta correctamente en la calle y no se distrae. Por supuesto, no puede mantener su promesa y mira cada escaparate, tras lo cual le ruega a su madre que le compre todo lo que ve. La madre, por lo tanto, le permite seleccionar un artículo de cada tienda. Julia, emocionada, elige, entre otras cosas, botas de satén azul, un cortaplumas, y un sombrero nuevo con flores, hasta que llegan a una funeraria. Allí su humor cae considerablemente y se da cuenta de la moraleja de la lección, recitada por su madre, mientras escoge un ataúd: «pero la que se entrega a la satisfacción está muerta aunque esté viviendo» (1 Timoteo 5:6).

#### Anticatolicismo en la década de 1830
El vigoroso anticatolicismo de Sherwood se ve reflejado principalmente en sus obras escritas en las décadas de 1820 y 1830. Durante la década de 1820 en Gran Bretaña, los católicos querían mejores derechos civiles, razón por la cual Sherwood escribió sus ataques más sostenidos hacia ellos. Cuando se aprobó el Acta de Emancipación Católica en 1829, la escritora y muchas otras personas se asustaron ante la influencia que podrían obtener los católicos en el gobierno. Por lo tanto, escribió Victoria (1833), La monja (1833) y El monje de Cimies (1834) para ilustrar algunos de los peligros del catolicismo. El monje narra, en primera persona, la decisión de Edmund Etherington de renunciar a la Iglesia de Inglaterra y unirse a la Iglesia católica. Siendo monje, ridiculiza a sus hermanos, planea un asesinato y maltrata a una joven. Pero los evangelistas no estaban todos a favor del acta, por lo que algunos criticaron duramente los libros; un crítico evangelista describió El monje de Cimies como «injusto y poco convincente».

### Colonialismo
En la India, Sherwood escribió una serie de textos basados en la vida colonial. Su obra más popular, La historia del pequeño Henry y su mensajero (1814), narra la historia de un niño británico quien, en su lecho de muerte, convierte al cristianismo a Boosy, el hombre hindú que se había hecho cargo de él durante su infancia. El libro tuvo mucho éxito; alcanzó treinta y siete ediciones hacia 1850 y fue traducido al francés, alemán, español, hindi, chino y cingalés. La historia combina el realismo con el romanticismo y les presenta a sus lectores palabras en hindi y descripciones de lo que ella creía que era la típica vida en la India. Como explica Cutt, «con esta obra, el obituario (el cual invariablemente trataba sobre la conversión y sobre una muerte cristiana) había asumido un tinte romántico». Sherwood también escribió una historia titulada La pequeña Lucy y su Dhaye (1825) la cual era una historia similar pero desde la perspectiva de una niña.

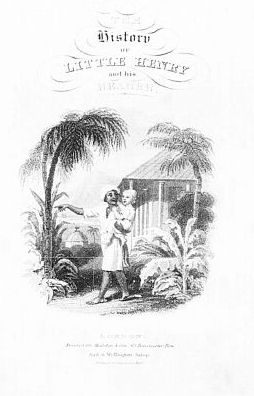
Portada de una edición posterior de La historia del pequeño Henry y su mensajero (c. 1830)

En El peregrino hindú (1818) Sherwood trató de adaptar El progreso del peregrino para el contexto hindú; la obra se focalizó en «la supuesta depravación y la idolatría pagana de los brahmánicos, los faquires, las bailarinas y las esposas temporales de los soldados». Este texto demuestra los prejuicios religiosos de Sherwood: «Los musulmanes y los judíos reciben un mejor tratamiento que los hindúes porque creen en un solo Dios, pero los católicos romanos son poco menos maltratados que los idólatras de la India». El peregrino hindú, aunque nunca se publicó en la India, fue popular en Gran Bretaña y en Estados Unidos. Sherwood también escribió textos para los sirvientes hindúes y para las familias británicas del estilo de las escrituras de Gran Bretaña para los más humildes. Uno de ellos fue La aya y la dama (1813) en el cual la aya, o la doncella, «se retrata como ladina, egoísta, perezosa y poco digna de confianza. Sus empleados están al tanto de sus faltas, y por esta razón la toleran». En Los últimos días de Boosy (1842), una secuela de La historia del pequeño Henry y su mensajero, aparece un retrato más realista y más sensible culturalmente sobre los hindúes, en el cual Boosy, convertido al cristianismo, es expulsado de su familia y de su comunidad por su nueva religión.
Las temáticas coloniales fueron constantes en los libros de Sherwood; La historia de Henry Milner (1822-37), su secuela John Marten (1844) y Los huérfanos hindúes (1839) evidencian su interés en estos tópicos. Sus libros escritos en la India revelan su fuerte sentido de la superioridad europea, específicamente británica; la India, por lo tanto, aparece en sus obras como una tierra moralmente corrupta que necesita reformarse. Escribió La historia de George Desmond (1821) para advertirles a los niños sobre los riesgos de emigrar a la India. Los libros de Sherwood formaron las mentes de varias generaciones de británicos jóvenes. Según Cutt, sus descripciones de la India estaban entre las pocas disponibles para los niños lectores de Inglaterra, por lo que estos niños «adquirieron una fuerte convicción sobre el beneficio de las misiones, las cuales, mientras que inculcan una preocupación sincera por los hindúes y una amabilidad genuina hacia los extraños por los que Gran Bretaña es responsable, fueron destruyendo cualquier remanente de la tradición hindú». Cutt atribuye el creciente paternalismo de las políticas del siglo XIX en la India en parte a la gran popularidad de los libros de Sherwood.
Usando un análisis poscolonial, Nandini Bhattacharya enfatiza la compleja relación de Sherwood como evangelista y su colonialismo. Argumenta que las historias evangelistas demuestran la profunda «desconfianza hacia el poder femenino», representada por un niño moribundo en El pequeño Henry y su mensajero. Henry «derriba la fantasía colonial de la identidad universal generando una identidad subalterna que imita y explota esta fantasía». Pero, finalmente, según Bhattacharya, Sherwood no crea un texto completamente colonial ni un subalterno; las muertes de los niños como Henry eliminan la posibilidad de una conciencia alternativa  sobre la madurez.

### Últimos libros: época victoriana
Hacia 1830, los libros de Sherwood dejaron de tener tintes evangélicos y sus novelas e historias reflejaron los argumentos y temáticas más propios de la época victoriana. Por ejemplo, Bebés adivinos (1826), inspirado quizás Guy Mannering (1815) de Walter Scott enfatiza las «relaciones humanas». En 1835, publicó una novela gótica para adolescentes titulada Shanty el herrero, la cual emplea todos los recursos del género: la herencia perdida, el castillo arruinado, los ayudantes humildes, las siniestras y misteriosas adivinas y los prisioneros, en lo que Cutt describe como «un cuento apasionante y emocionante». En 1835 Sherwood publicó la novela Caroline Mordaunt, la cual narra la historia de una joven que se ve obligada a ser institutriz. Sus padres mueren cuando es muy joven, pero para su fortuna sus parientes costean su educación hasta que pueda mantenerse por sí misma. La novela relata su progreso desde ser una niña infeliz a una mujer fiable y alegre; aprende cómo acomodarse entre los caprichos de la orgullosa nobleza, los ingenuos literatos y los evangélicos dogmáticos. Se da cuenta de que en su posición dependiente debe contentarse con una vida simple. Una vez que se da cuenta de esto, sin embargo, encuentra a Dios y en el último capítulo, a un esposo ideal, garantizándole una felicidad casi completa. Cutt sugiere que Sherwood basó su trabajo en las obras de Jane Austen y Jane Taylor para tener un nuevo estilo más «animado, humorístico y satírico» en las obras como Caroline Mordaunt.
En sus obras posteriores, como Caroline Mordaunt y sus primeros textos evangélicos, Sherwood participó en el proyecto victoriano de establecer los roles para cada género; mientras que sus últimas obras subrayaron papeles incluso más rigurosos y estrechos para cada sexo, sus primeras obras como La familia Fairchild sugirieron también estas diferencias: Lucy y Emily aprenden a cuidar su casa mientras que Henry se encarga de mantener el jardín y aprende latín.

## Legado

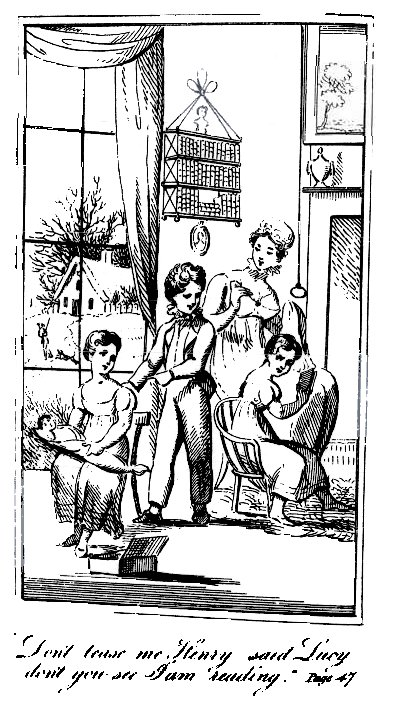
Portada de la primera edición de La familia Fairchild, Parte I.

A medida que el sistema educativo británico fue volviéndose más secularizado en la segunda mitad del siglo XIX, los libros evangelistas de Sherwood se utilizaron principalmente para darles clase a los niños humildes en las escuelas dominicales. Por lo tanto, sus historias escritas en la India fueron las más influyentes entre sus obras. Según Cutt, «estas historias, las cuales mantienen vivo en sí mismas el espíritu misionero y perpetúan aquella actitud paternal tan característica de la India que duró hasta el siglo XX, fueron ampliamente imitadas» y «se adoptó una aceptación desafortunada de la superioridad racial por la exagerada simplificación de algunos de los sucesores de la Sra. Sherwood». Estos libros influenciaron a Charlotte Maria Tucker («A.L.O.E.») y tal vez también a Rudyard Kipling. En los Estados Unidos, las primeras obras de Sherwood fueron muy populares y se imprimieron varias veces durante la década de 1840; luego, la literatura infantil estadounidense comenzó a desarrollarse, con autores tales como Louisa May Alcott.
Sherwood también fue crucial en el desarrollo de la ideología de la familia Victoriana. Cutt reconoce que «el padre victoriano omnisciente no fue fruto de la creación de la Sra. Sherwood, sino de los mismos victorianos; no obstante, al presentar al padre como el vicario de Dios dentro de la familia, fabricó y fomentó el concepto». Esto incrementó el valor de la inocencia infantil. 
El predominio de la muerte en las primeras historias de Sherwood y su vívido relato de sus consecuencias han provocado críticas que ridiculizaron su trabajo, principalmente durante el siglo XX. Sin embargo, las historias de Sherwood prepararon el terreno literario para escritores como Charles Kingsley y Charlotte Yonge. Incluso se ha sugerido que John Ruskin usó a Henry Milner como la base para su imaginativa autobiografía Praeterita (1885-89). Los experimentos narrativos de Sherwood con una amplia variedad de géneros les permitieron a otros autores ejercer formas innovadoras de ficción para niños. Además, su uso de los panfletos domesticaron a la literatura reformista y también alentaron a los escritores radicales como Harriet Martineau para que empleasen el mismo género, aunque con finales opuestos. Sobre la popularidad de Sherwood y su impacto en los escritores posteriores, Janis Dawson escribe: «pese a que sus libros ya no son muy populares, es recordada como una de las autoras más significativas de la literatura infantil del siglo XIX».

## Obras selectas
Esta es una lista de las obras más importantes de Sherwood:
- La historia del pequeño Henry y su mensajero (1814)
- La historia de Susan Gray (1815)
- Historias explicativas del catequismo eclesiástico (1817)
- La historia de la familia Fairchild (1818)
- El peregrino hindú (1818)
- Una introducción a la Geografía (1818)
- La institutriz, o La pequeña academia femenina (1820)
- La historia de George Desmond (1821)
- El progreso del infante (1821)
- La historia de Henry Milner (1822)
- La historia de la pequeña Lucy y su Dhaye (1823)
- La dama de la mansión (1823-29)
- El monje de Cimies (1834)
- Caroline Mordaunt, o La institutriz (1835)
- Shanty el herrero (1835)
- Los últimos días de Boosy, el mensajero del pequeño Henry (1842)
- La revista The Youth (1822-48)[83]
- Las obras de Mrs. Sherwood por Harper & Bros. (1834-57) - recopilación de sus obras